# Haliplectus floridanus
Haliplectus floridanus is een rondwormensoort uit de familie van de Haliplectidae. De wetenschappelijke naam van de soort is voor het eerst geldig gepubliceerd in 1956 door Cobb in Chitwood.